# 美国边疆史
美国边疆史是弗雷德里克·L·帕克森创作的一本关于美国历史的著作，由霍顿米夫林出版社在1924年出版，获1925年普利策历史奖。